# 恩澤雷科雷大區
恩澤雷科雷大區是畿內亞的8個大區之一，位於該國南部，首府設於恩澤雷科雷，北臨法拉納大區和康康大區，東接科特迪瓦，南毗利比里亞，西鄰塞拉利昂，面積44,319平方公里，1996年人口1,348,787。
1. ↑  . hdi.globaldatalab.org.   [2018-09-13]. （原始内容存档于2018-09-23） （英语）.